# カルデレータ

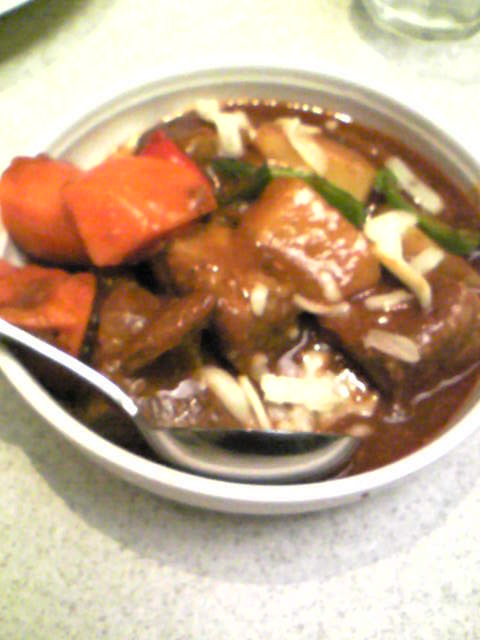
カルデレータ。チーズがかかっている

カルデレータ (Kaldereta) は、代表的なフィリピン料理の一種で、特にルソン島で親しまれている。

## 材料
一般的に豚肉、牛肉または山羊肉とトマトペーストかトマトソース、加えてレバーペーストを用いて調理する。メトロ・マニラではジャガイモを加えることが多いが、タガログ地方南部など他地域ではソースと肉のみで作る。鶏肉も用いるが豚、牛、山羊が多い。
スペイン発祥の料理で、kaldero（タガログ語で鍋）で料理されることからこの名がついた。日本のビーフシチューに近い。同じフィリピン料理のメチャドやメヌードに似ている。